# Lomelosia transcaspica
Lomelosia transcaspica är en tvåhjärtbladig växtart som först beskrevs av Karl Heinz Rechinger, och fick sitt nu gällande namn av P.Caputo och Del Guacchio. Lomelosia transcaspica ingår i släktet Lomelosia och familjen Dipsacaceae. Inga underarter finns listade i Catalogue of Life.